# Bretaňské vévodství
Bretaňské vévodství (bretonsky Dugelezh Breizh, gallo Duchë de Bertaèyn, francouzsky Duché de Bretagne, latinsky Ducatus Britanniae Minoris) byl středověký samostatný státní útvar existující mezi lety 939 a 1547 na poloostrově Bretaň v severozápadním cípu evropského kontinentu. Na západě jej omezoval Atlantský oceán, z východu sousedil s Normandií a dalšími francouzskými regiony.

## Historie
Od 10. století se Bretaň stala vévodstvím. Státní útvar řízený dědičným vévodou nebyl však příliš politicky stabilní a sám vládce mimo svá soukromá území disponoval jenom omezenou mocí. V letech 1064–1066 došlo k neúspěšnému konfliktu s Normany z Anglie a Normandie. V polovině 12. století vpadl do země s vojsky anglický král Jindřich II. Plantagenet a Bretaň získal pro Anglii, přestože byl později nucen udělit zemi a titul vévody synu Geoffroyovi, čehož bylo dosaženo i skrze sňatek s právoplatnou dědičkou Konstancií.
Roku 1213 Bretaň změnila vlastníka skrze sňatek znovu, tentokrát připadla kapetovským hrabatům z Dreux.
V roce 1379 získali vládu Montfortové, dědička Bretaně Anna z Montfortu musela po vpádu francouzských vojsk zrušit sňatek z roku 1490 s Maxmiliánem I. Habsburským; její sňatky s Karlem VIII. (1491), s Ludvíkem XII. (1499) a sňatek dcery Claudie s francouzským králem Františkem I. roku 1514 fakticky připojily Bretaň k Francii. V roce 1532 byla vyhlášena trvalá unie Bretaně a francouzské koruny.
Po Velké francouzské revoluci byla Bretaň rozdělena do čtyř departementů.

## Symbolika

znak:
1212–1316 (dynastie Dreux)
po roce 1316
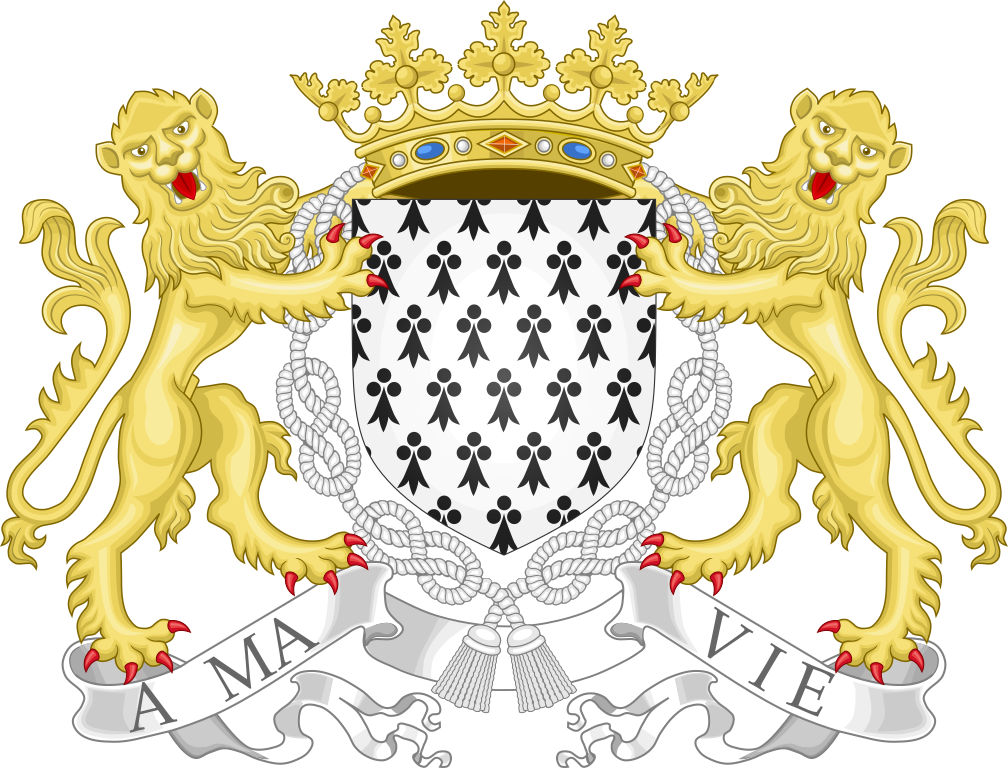
1316–1514 vévodský znak
vévodský znak Jana V. (1399–1442)

vlajka:
prapor dynastie Dreux
prapor Jana I. (dynastie Dreux)
státní vlajka vévodství
Kroaz Du, vlajka nezávislého vévodství v pozdním středověku
flotila ze 16.–18. století